# چسویک
چسویک (به لاتین: Trzęsowice) یک روستای لهستان در لهستان است که در Gmina Zawonia واقع شده‌است.